# بانکه
بانکه (به ترکی آذربایجانی: Bankə) یک منطقهٔ مسکونی در جمهوری آذربایجان است که در شهرستان نفت‌چاله واقع شده‌است. بانکه ۷٬۵۷۴ نفر جمعیت دارد.